# Bob Leman
Œuvres principales
- Fenêtre

Bob Leman, né le 22 mai 1922 dans le Comté de Woodford en Illinois et mort le 8 août 2006 à Bethel Park en Pennsylvanie, est un écrivain américain de science-fiction et d'horreur.

## Œuvres

### Recueil de nouvelles
- (en) Feesters in the Lake & Other Stories, Midnight House, 2002
- Bienvenue à Sturkeyville, Scylla, 2020, trad. Nathalie Serval  (ISBN 978-2-9560095-0-4)

### Nouvelles traduites en français
- Complexe industriel, 1977 ((en) Industrial Complex, 1977)Parue dans la revue Fiction no 285 aux éditions OPTA
- Changement d'adresse, 1982 ((en) Change of Address, 1979)Parue dans la revue Fiction no 327 aux éditions OPTA
- Loob, 1982 ((en) Loob, 1979)Parue dans la revue Fiction no 330 aux éditions OPTA
- Fenêtre, 1981 ((en) Window, 1980)Parue dans la revue Fiction no 322 aux éditions OPTA - Nommée au prix Nebula de la meilleure nouvelle courte 1980 et adaptée par Bill Pullman en tant qu'épisode no 5 de la série télévisée américaine Les Nuits de l'étrange sous le titre Une vision d'ailleurs (A View Through the Window)
- Les Créatures du lac, 1982 ((en) Feesters in the Lake, 1980)Parue dans la revue Fiction no 325 aux éditions OPTA
- Le Tehama, 1982 ((en) The Tehama, 1981)Parue dans la revue Fiction no 335 aux éditions OPTA
- L'Incident de Bastable Street, 1983 ((en) Skirmish on Bastable Street, 1981)Parue dans la revue Fiction no 339 aux éditions OPTA
- Possession illégale, 1984 ((en) Unlawful Possession, 1983)Parue dans la revue Fiction no 354 aux éditions OPTA
- Directives, 1985 ((en) Instructions, 1984)Parue dans la revue Fiction no 360 aux éditions OPTA
- Odila, 1987 ((en) Odila, 1987)Parue dans la revue Fiction no 388 aux éditions OPTA
- La Saison du Ver, 1988 ((en) The Time of the Worm, 1988)Parue dans la revue Fiction no 403 aux éditions OPTA
- La Quête de Clifford M., 2020 ((en) The Pilgrimage of Clifford M., 1984)Parue dans le recueil Bienvenue à Sturkeyville
- Viens là où mon amour repose et rêve, 2020 ((en) Come Where My Love Lies Dreaming, 1987)Parue dans le recueil Bienvenue à Sturkeyville